# Королёвский театр

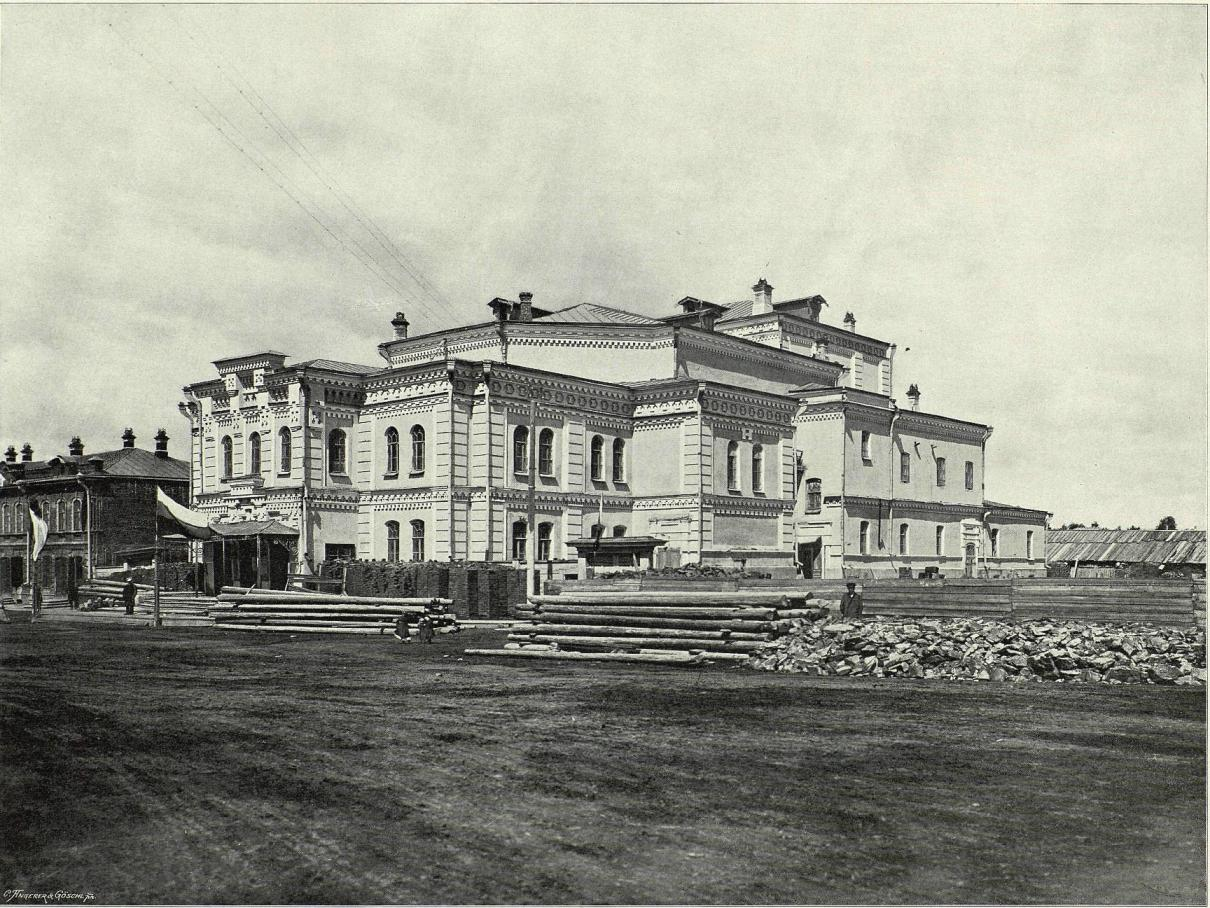
Королёвский театр. Вид с Новособорной площади.

Королёвский театр — театр в Томске, существовавший на рубеже XIX и XX веков.

## История

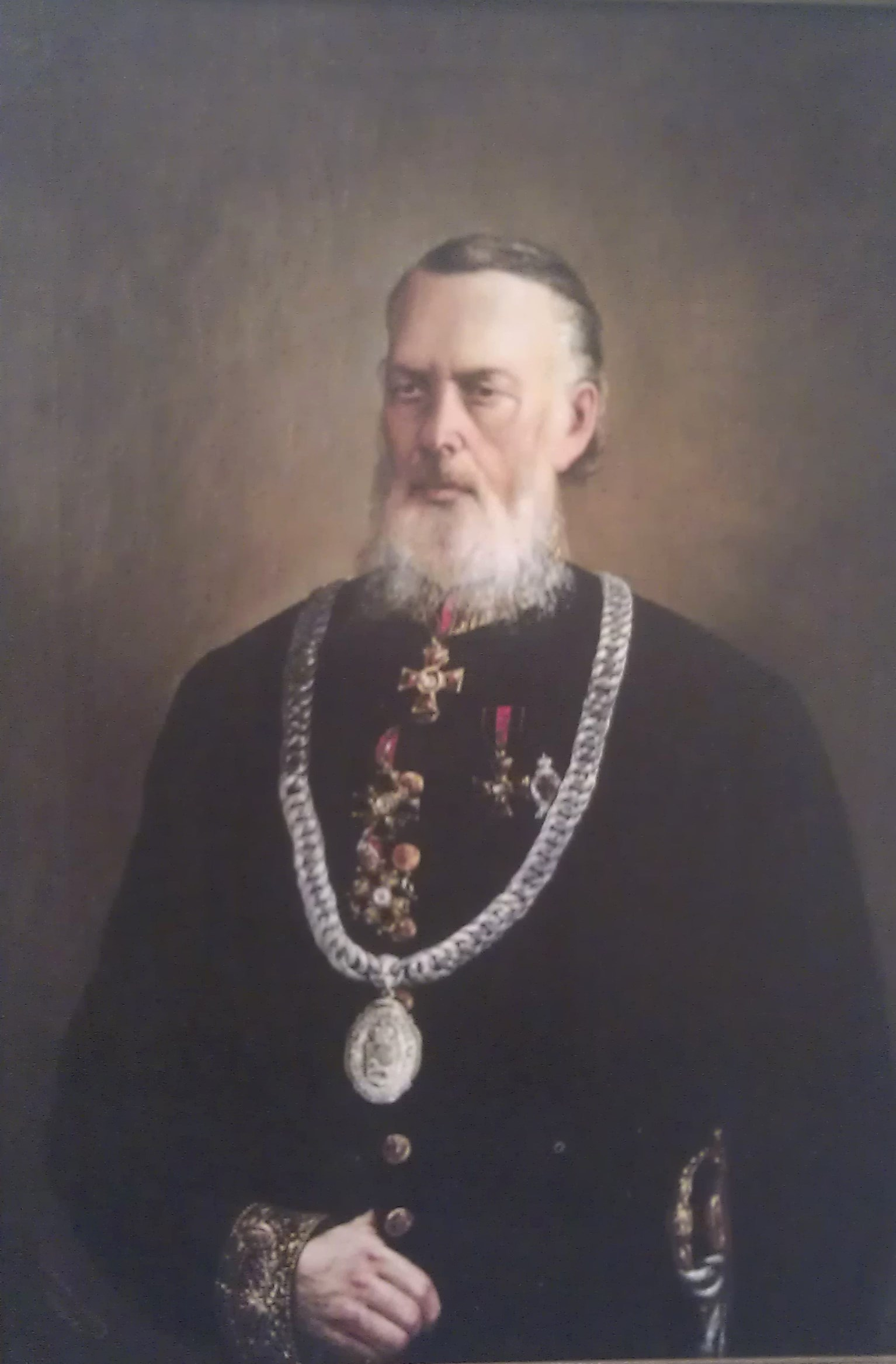
Евграф Иванович Королёв

Театр был построен в 1884—1885 годах в начале Московского тракта купцом Евграфом Королёвым, в честь него и был назван. Здание театра, рассчитанное на 1000 мест, строилось по проекту томского архитектора П. П. Нарановича. По отзывам современников внутреннее устройство театра было очень комфортным — коридоры и фойе, уборные и раздевальни устроены настолько поместительно, что даже и при большом стечении публики исключаются давка и теснота, столь часто происходящие во многих провинциальных театрах. Проект театра был настолько удачным, что в 1891 году акмолинский губернатор обратился с просьбой к томскому губернатору посодействовать строительству театра в Омске «тех же размеров и вида, как в Томске». Строительство обошлось Королёву в 150 000 рублей, но он рассчитывал покрыть расходы — с учреждением в Томске Университета можно было рассчитывать на постоянный интерес к театру интеллигентной публики.
Первоначально выходивший на Новособорную площадь, театр своим соседством с главным собором Томска — Троицким кафедральным собором вызывал недовольство томских церковных властей и был отгорожен от площади сначала забором, а затем — зданием управления железной дороги.
Открытие театра состоялось 19 сентября 1885 года. Первоначально антрепренёром театра был сам Евграф Королёв, потом он уступил эту деятельность артисту Н. А. Корсакову (платившему Королёву аренду 8 000-9 000 рублей за сезон). На сцене театра ставились пьесы классиков — Гоголя, Островского, А. К. Толстого, Сухово-Кобылина, Шиллера, Шекспира. Были и «однодневки» Аверкиева, Шпажинского. Получили известность артисты Горбунов, Корсаков, Костяковская, Немирова, Скуратов, Строгова, Тихомиров, Топорков (очень талантливый, по свидетельствам современников — Г. Вяткина в очерке «Театр в Томске» — артист, уроженец Сибири, в расцвете лет покончивший жизнь самоубийством), Фелонов, Херсонский, Штольц-Туманова. Наиболее успешным актерам устраивались бенефисы. Давали представления в театре и оперные группы, прошла опера А. Н. Верстовского «Аскольдова могила» и др.
С проложением в Томск железной дороги зрительская аудитория театра изменилась, потому, а также в связи с изменением вкусов зрителей по другим причинам (авторы альбома «Великий путь» констатируют: «у многих томичей в массе господствует убеждение, что драма, в большинстве случаев, касается таких сторон жизни, которые, по горькому опыту, им сами хорошо известны, и к театру они предъявляют требование дать веселое развлечение, не возбуждающее особенной работы мысли. На театр они смотрят, как на зрелище, дающее отдых и хоть на мгновение закрывающее серую, будничную, полную забот жизненную обстановку») на сцене театра все больше ставятся оперетты, и всё большее значение в финансовом благополучии заведения приобретает буфет. После первого же неудачного сезона Н. А. Корсаков продал антрепризу артисту Крылову, быстро получившему прозвище «буфетчик». Заключая контракты с актрисами, тот специальным пунктом договора обязывал их по окончании спектакля ужинать с господами зрителями по предложению последних, что обеспечивало его буфету действительно большой доход.
В последние годы XIX века антрепренёром в Королёвском театре был П. Струйский — один из талантливейших театральных организаторов России, впоследствии работавший в Замоскворецком театре в Москве.

## 1905 год

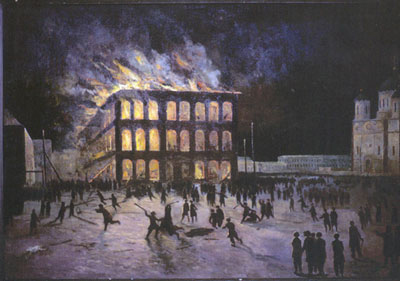
Черносотенный погром 1905 года в Томске. Картина В. Вучичевича-Сибирского

20 октября (2 ноября) 1905 года в театре произошли трагические события. За три дня до них император Николай II издал манифест 17 октября. Томским комитетом РСДРП был назначен митинг в здании Королёвского театра, собралось 3000 человек. 20 октября (2 ноября) 1905 года черносотенные погромщики подожгли здание театра и стоящего рядом управления Сибирской железной дороги. Тех, кто пытался выбраться из пламени, расстреливали в упор, добивали баграми и топорами. Число погибших составило по разным данным от 54-55 до 300.
По информации газеты «Сибирская жизнь», от пожара в Королёвском театре «значительно пострадала труппа Зброжек-Пашковской и Гетманова, особенно мелкие служащие — хористы и музыканты. У антрепризы сгорели декорация, бутафория и костюмы». Кроме того, указывает газета, у капельмейстера С. А. Апрельского сгорела оперная и опереточная библиотека, которая собиралась на протяжении 25 лет. Её стоимость тогда оценивалась в 8 тысяч рублей.
О теракте в Королёвском театре газета «Сибирская жизнь», принадлежащая брату городского головы Алексея Макушина Петру, не сообщала. Вместе с тем, по данным издания, в результате всех погромов в Томске за 20-23 октября было убито не менее 36 человек, не считая погибших в огне.